# Acó (gal)
Acó (en llatí Acco) va ser un cap dels gals sènons de la Gàl·lia.
Va dirigir la revolta del seu poble contra Juli Cèsar l'any 53 aC durant la guerra de les Gàl·lies. Derrotats els rebels va ser encadenat, condemnat a mort i decapitat per ordre de Cèsar com a advertiment als pobles de la Gàl·lia.